# Wiera Charuża
Wiera Charuża (pseudonimy: „Antolka”, „Wiera”, „Weranika Karczeuskaja”, „Alesia Szypszyna”, „Padpolnik”, „H. S. Korniłowa”, „Polskaja kamsamołka”), biał. Вера Захараўна Харужая; ur. 14 września?/27 września 1903 w Bobrujsku, zm. w grudniu 1942 w Witebsku) – białoruska działaczka komunistyczna w Polsce i ZSRR, dziennikarka i agitatorka, Bohater Związku Radzieckiego (1960, pośmiertnie).

## Życiorys
Córka carskiego policjanta Zachara. W 1919 ukończyła naukę w mozyrskiej szkole technicznej, po czym pracowała jako nauczycielka na Polesiu. Podczas wojny polsko-bolszewickiej i bezpośrednio po niej brała udział w wojnie partyzanckiej na ziemiach północno-wschodnich II RP. Po powrocie do Białoruskiej SRR działała w Komsomole: stała na czele wydziałów politycznych jego komitetów powiatowych w Mozyrzu i Bobrujsku.
Wstąpiła do Batalionu Komunistycznego i walczyła z oddziałami gen. Stanisława Bułak-Bałachowicza. Od grudnia 1921 członkini Komunistycznej Partii (bolszewików) Białorusi (KP(b)B). W 1923 ukończyła Centralną Szkołę Partyjną w Mińsku, następnie działała w Komitecie Centralnym (KC) Komsomołu Białorusi. Wchodziła w skład redakcji pisma „Малады араты”, współpracowała również z gazetami „Полымя” i „Чырвоная змена”. W 1923 ukończyła naukę w Centralnej Szkole Sowiecko-Partyjnej w Mińsku. W lutym 1924 skierowano ją na wschodnie ziemie polski celem działalności w komunistycznym podziemiu. W czerwcu tego roku objęła funkcję sekretarza KC organizacji młodzieżowej KPZB, weszła również w skład KC KPZB. Brała aktywny udział w wydawaniu gazety „Малады камуніст”.
We wrześniu 1925 została aresztowana przez polskie władze i skazana na osiem lat więzienia – przebywała m.in. w Fordonie. W czasie pobytu w odosobnieniu sporządziła bogatą korespondencję wydaną w latach 30. w Białoruskiej SRR pod tytułem „Лісты на волю”.
W 1932 wyjechała do Związku Radzieckiego, gdzie poświęciła się dalszej pracy na rzecz KPZB: pisała odezwy, artykuły i broszury o charakterze agitacyjnym (m.in. „За Чырвоны Кастрычнік на Заходняй Беларусі”, „Мы – маладая гвардыя рабочых і сялян”, „Увага, школьнікі”). W 1935 wykluczono ją z partii w wyniku donosu męża Stanisława Skulskiego-Mertensa. W sierpniu 1937 została aresztowana przez NKWD i uwięziona w Mińsku. 15 sierpnia 1939 wypuszczona na wolność – pracowała w aparacie KP(b)B w Moskwie. We wrześniu 1942 skierowano ją na wschodnie tereny Białoruskiej SRR, gdzie w listopadzie aresztowali ją Niemcy i niedługo potem zamordowali w Stalag 313 w Witebsku.
W 1960 uhonorowano ją pośmiertnie tytułem Bohatera Związku Radzieckiego. Była poliglotką.
Matka naukowca, filozofa i teologa Siergieja Chorużyja (1941-2020).